# Colt Army Model 1860
Colt Army model 1860 — американский шестизарядный дульнозарядный револьвер одинарного действия, распространённый в качестве военного и гражданского оружия в годы Гражданской войны в США и после её окончания. Производился оружейной компанией Colt’s Manufacturing Company, использовался военнослужащими армии США. Револьвер выпускался с 1860 до 1873 года, первая партия была закуплена правительством США в 1861 году. Стал самым массовым револьвером Гражданской войны в США, хотя и не смог полностью вытеснить другие модели, использовался всеми родами войск, кавалерией, пехотой, артиллерией и флотом Союза.

## История разработки и описание конструкции
Получивший большую популярность в 1850-е годы револьвер Colt Navy, был относительно небольшого, 36-го (9 мм) калибра, что не вполне удовлетворяло требованиям военных, в первую очередь кавалерии. Револьверы 44-го (11 мм) калибра Кольт Драгун, а тем более ранний кавалерийский револьвер Colt Walker, имели значительный вес (1,9 кг и 2,0 кг соответственно), что почти исключало возможность их ношения на поясе, а не в кобуре на седле.
Предложенная в 1860 году модель была сочетанием рамки среднего размера, как у Colt Navy, с большим как у Colt Dragoon калибром, и длинным восьмидюймовым стволом, как у Colt Walker. Новый револьвер весил 1,22 кг.
При значительном сходстве по устройству с прежними моделями револьверов Colt, такое сочетание потребовало определённых улучшений и компромиссов. Барабан револьвера, более длинный, чем у Colt Navy, получил характерную ступенчатую форму. Задняя часть барабана имела диаметр аналогичный револьверу 36-го калибра, но спереди 1 и 1/8 дюйма были расширены, что позволило рассверлить переднюю часть камор до 44 калибра. Так как задняя осталась узкой, навеска пороха значительно сократилась и составляла обычно всего 30 гран, вместо 50 у Dragoon и 60 у Walker, тем не менее, даже этого заряда хватало для достижения круглой пулей весом 148 гран скорости около 820 футов в секунду.
Важным обстоятельством, обеспечившим возможность создания компактного и мощного револьвера, стало использование новой стали Silver spring steel. Ствол револьвера, отъёмный, как и у всех револьверов Colt того времени, стал круглым, а его прилив был характерной обтекаемой формы, вместо принятой на прежних револьверах Colt восьмигранной. Револьвер получил прессовочный рычаг нового, так называемого «Ползучего» типа. Рукоятка револьвера, более крупная и длинная, по сравнению с Colt Navy, имела традиционную для револьверов Colt конструкцию, передняя часть её рамы изготавливалась одной деталью со спусковой скобой из латуни, а задняя была стальной.
Прицельные приспособления остались традиционными для револьверов Colt, и состояли из мушки на стволе, и целика, прорезанного в передней части курка, пользоваться которым было можно только с взведённым курком.

## Производство
В апреле 1860 года 2230 револьверов самого раннего выпуска были отправлены фирмой Colt дилерам к югу от линии Мэйсон-Диксон. В мае 1861 ВМС США заказали 900 револьверов раннего образца, с долами на барабанах, предназначенных для вооружения команд кораблей, обеспечивающих блокаду Атлантики и Мексиканского залива. Армия США также начала заказывать новые револьверы в мае. 127157 экземпляров были поставлены до того, как пожар 4 февраля 1864 года вывел завод Кольта из строя до окончания боевых действий.

## Модификации
Револьвер Colt Army почти не имел модификаций, но конструкция во время выпуска совершенствовалась.
Ранние револьверы часто были со стволами длиной 7,5 дюйма, вместо 8 дюймов (серийные номера до 3500). Облегчённые барабаны с долами использовались на револьверах с серийными номерами до 8000. Сложно сказать, было использование долов на ранних револьверах попыткой облегчить барабан, или их делали чтобы в случае сильного загрязнения пороховым нагаром удобнее поворачивать барабан свободной рукой. Иногда револьверы с такими барабанами называют «техасской моделью». После выявления случаев разрыва барабанов, вернулись к традиционной цилиндрической форме, с рисунком, изображающим морское сражение.
Револьверы выпущенные для армии, как правило имели выступающие головки винтов по бокам рамки и специальные вырезы снизу щитка барабана, что позволяло закрепить съёмный приклад, сделав из револьвера лёгкий карабин. Рукоять револьвера обычно представляла собой целиковую деревянную деталь, охваченную по контуру тонкой, собранной из двух частей рамой. Для гражданских револьверов иногда использовались другие материалы рукоятки, например слоновая кость или олово.

## Снаряжение револьвера
Перезарядка большинства капсюльных револьверов Colt похожа, за исключением карманных моделей, не имеющих прессовочного рычага, которые для перезарядки нуждаются в разборке. Для снаряжения револьвера, следует взвести курок в промежуточное, среднее положение, что освобождает барабан и позволяет ему свободно вращаться на оси. Потом нужно в каждую из шести камор насыпать точно отмеренный заряд дымного пороха (распространённые пороховницы имели специальные дозирующие насадки), поверх него уложить пыж из войлока, кожи или бумаги, и наконец пулю.
Потом надлежит повернуть барабан так, чтобы камора с предварительно установленной пулей оказалась в нижнем положении, и отцепив из под ствола прессовочный рычаг, с заметным усилием запрессовать им пулю, как правило, срезав при этом с мягкой свинцовой пули тонкое колечко о жесткий край стального барабана револьвера.
Снарядив так все шесть камор и вернув под ствол прессовочный рычаг, надо смазать видные в каморах пули специальной смесью из воска и сала (использовались и другие вещества), что уменьшает освинцовку ствола при стрельбе и предотвращает во время выстрела случайное воспламенение соседних камор, а также дополнительно защищает заряд от воды.
После этого, на брандтрубки сзади барабана надеваются капсюля, а курок аккуратно спускается и устанавливается с опорой на специальный предохранительный штырёк, шесть таких располагались между каморами барабана и являлись единственным предохранителем от случайного выстрела, позволяя носить револьвер с спущенным между брандтрубок курком. Эта система не считалась надёжной, и иногда пользователи предпочитали снаряжать пять камор в барабане из шести, чтобы носить револьвер со спущенным на пустую камору курком.
В случае спешки, иногда револьвер снаряжали не используя пыжи и смазку, мирясь с риском возможных проблем.
Альтернативой было использование бумажных патронов, свёрнутых из специальной нитридной бумаги (для лучшего воспламенения), в которых был заранее отмеренный заряд пороха и пуля. Нужно было только вставить такой патрон спереди в камору и запрессовать прессовочным рычагом, после чего надеть на брандтрубку капсюль. Скорость перезарядки возрастала по сравнению с насыпанием пороха из пороховницы, но выявились и отрицательные свойства этого способа. Прежде всего, бумажные патроны были очень хрупкими и легко повреждались, их приходилось носить в специальных футлярах из дерева, кроме этого они боялись воды, которую впитывали из влажного воздуха, сделать футляр герметичным, в отличие от пороховницы, было трудно.
Как и большинство моделей револьверов Кольта, Colt Army model 1860 был рассчитан на использование как круглых, так и конических пуль, более тяжелых, применялись и те и другие, но круглые, бывшие проще в производстве и использовании, были более распространёнными.

## Конверсии под унитарные патроны.
Патент Роллина Уайта на сквозные каморы револьверного барабана, позволяющие снаряжать его патронами сзади, на долгие годы ограничил производство револьверов под традиционные патроны в США и способствовал появлению многих необычных систем, созданных с целью обойти этот патент. Наиболее распространённым решением была фронтальная загрузка, когда патроны снаряжали в барабан спереди.
Одной из первых попыток переделать капсюльный револьвер Кольта под унитарные патроны, стала так называемая Thuer Conversion. Как и в поздних конверсиях, переделывался барабан револьвера, его задняя часть стачивалась, и на неё надевалось специальное кольцо с встроенным в него ударником. Переделывались револьверы Кольта разных калибров, гильза патрона Thuer имела коническую форму, сужающуюся назад, пуля немного выступала в ширину над её краем. В донной части гильзы располагался капсюль. Подобно бумажному патрону, патрон Thuer следовало вставить спереди в камору барабана и запрессовать рычагом для уверенной фиксации в ней, но в отличие от бумажного, он не требовал после снаряжения отдельно надевать на брандтрубку капсюль. Необходимость прессовать патрон сделала увеличение скорострельности небольшим, и фиксация его в барабане усилием трения запрессованной пули была ненадёжной, эта конверсия не получила большого распространения.
Когда срок действия патента истёк в 1869 году, фирма Colt предложила покупателям новое поколение конверсий своих капсюльных револьверов разных моделей, в том числе и Colt Army. Как правило, это всё же были вновь выпущенные револьверы, изготовленные с использованием частей от капсюльных моделей, хотя и переделка произведённых ранее выполнялась.
Известные как Richards Conversion (поздний вариант – Richards-Mason Conversion), они, как и Thuer Conversion, имели укороченный барабан и кольцевую вставку за ним, но барабан был выполнен под традиционные унитарные патроны, снаряжаемые сзади и фиксирующиеся выступающим фланцем гильзы. В кольцевой вставке помещалась расположенная с правой стороны откидная дверца, открыв которую, можно было снарядить или разрядить револьвер. В ранних вариантах, в верхней части кольцевой вставки устанавливался подпружиненный ударник (соответственно укорачивалась передняя часть курка), у поздних вариантов конверсии вместо него делалось круглое отверстие, а боёк неподвижно крепился на курке. 
Важным элементом приспособления револьвера к использованию унитарных патронов стал экстрактор, который крепился специальным приливом на место снятого прессовочного рычага и располагался с правой стороны револьвера, напротив откидной дверцы в кольцевой вставке. Рамка револьвера дорабатывалась, щиток барабана немного стачивался, чтобы поместилась кольцевая вставка, вырез в щитке барабана с правой стороны, первоначально сделанный чтобы надевать на брандтрубки капсюля, углублялся настолько, чтобы сквозь него при открытой дверце можно было вставить в барабан патроны. Сделанные изначально как конверсионные, Colt Army обычно не имеют пазов на щитке барабана для установки приклада. Стволы часто были короче обычных восьми дюймов, прицельные приспособления включали мушку на стволе и целик сверху кольцевой вставки у ранних револьверов, или обычный целик в передней части курка у поздних. Конверсионные револьверы были временным решением, предназначенным для производства до разработки новых моделей, изначально созданных для использования унитарных патронов, но даже после появления Colt Single Action Army они выпускались до конца 1870-х годов. Калибр конверсионного Colt Army .44 Colt, патрон со свинцовой пулей, имеющей одинаковый диаметр с гильзой.
Развитием конверсионных Colt Army, стал револьвер, известный как Colt Open Top, изначально разработанный под унитарные патроны калибра .44 Henry, не имеющий кольцевой вставки, с дверцей барабана установленной в рамку.

## Современное производство
Реплики револьверов Colt Army model 1860, в нескольких вариантах, в том числе и конверсионные, калибра .45 Colt, в наше время выпускает итальянская фирма Uberti. Как и другие реплики капсюльных револьверов, они предназначены в первую очередь для любителей стрельбы из дульнозарядного оружия.

## Внешние ссылки
- https://www.wildwestoriginals.com/gun-history/colt-1860-army/
- https://www.forgottenweapons.com/thuer-conversion-colt-1849-at-james-d-julia/
- https://www.forgottenweapons.com/ria-colt-richards-conversion-1860-army/| 19 века | - Патерсон - Уолкер - Pocket Percussion[англ.] - Dragoon - M1851 Navy - Model 1855 - M1860 Army - M1861 Navy[англ.] - Open Top - House - Open Top Pocket Model - New Line - Single Action Army - Бантлайн - M1877 - M1878[англ.] - M1889[англ.] - M1892[англ.] |
| 20 века | - New Police[англ.] - New Service - Model 1905[англ.] - Official Police[англ.] - Police Positive - Police Positive Special - Detective Special - Cobra - Trooper - Python - Diamondback[англ.] - King Cobra - Anaconda                                         |

| Револьвер               | - .32 Long Colt[англ.] - .38 Short Colt[англ.] - .38 Long Colt - .41 Long Colt - .44 Colt - .45 Colt |
| Автоматический пистолет | - .25 ACP - .32 ACP - .380 ACP - .38 ACP - .38 Super - .45 ACP                                       |